# Gemelos (accesorio)

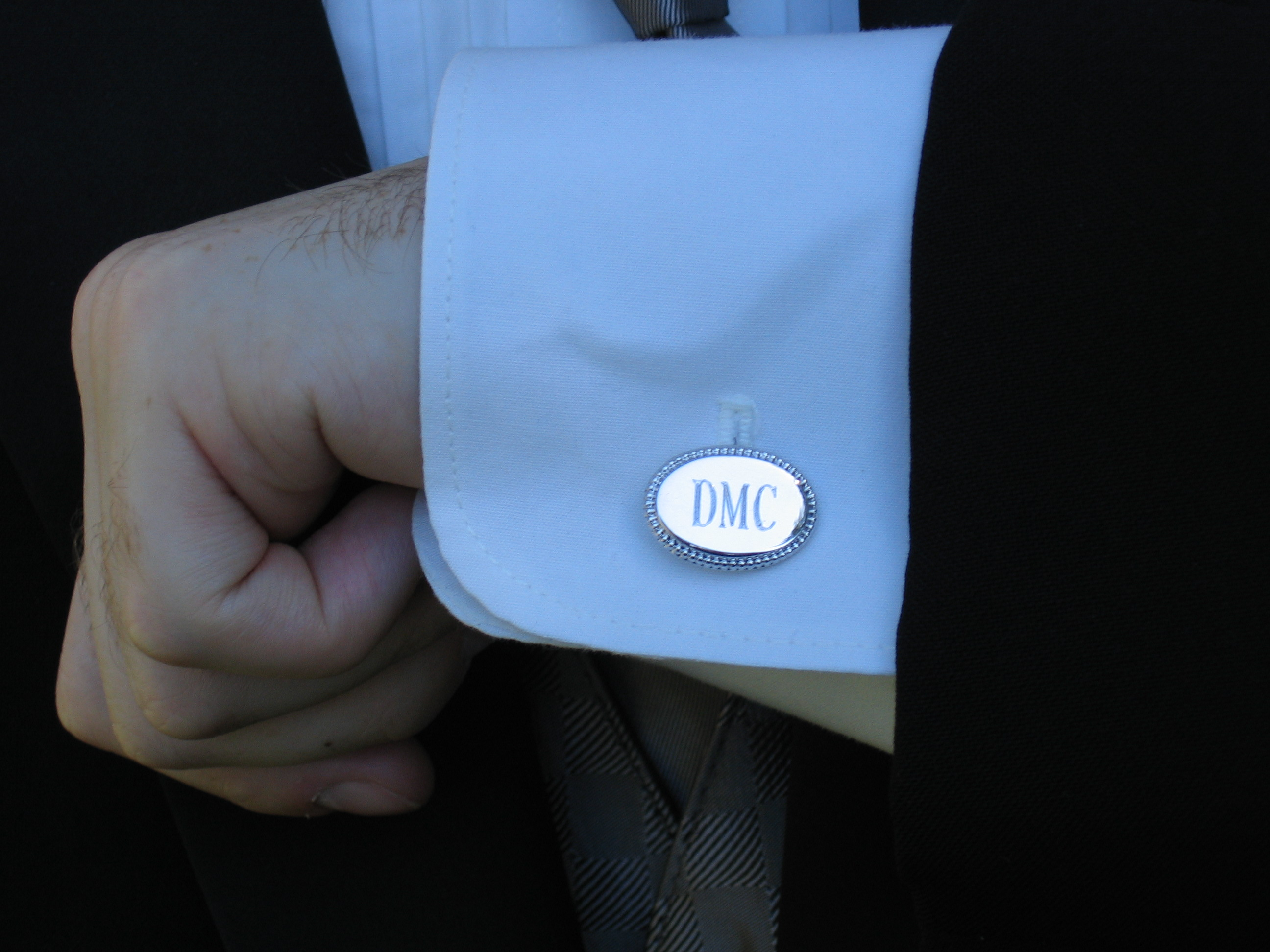
Gemelos

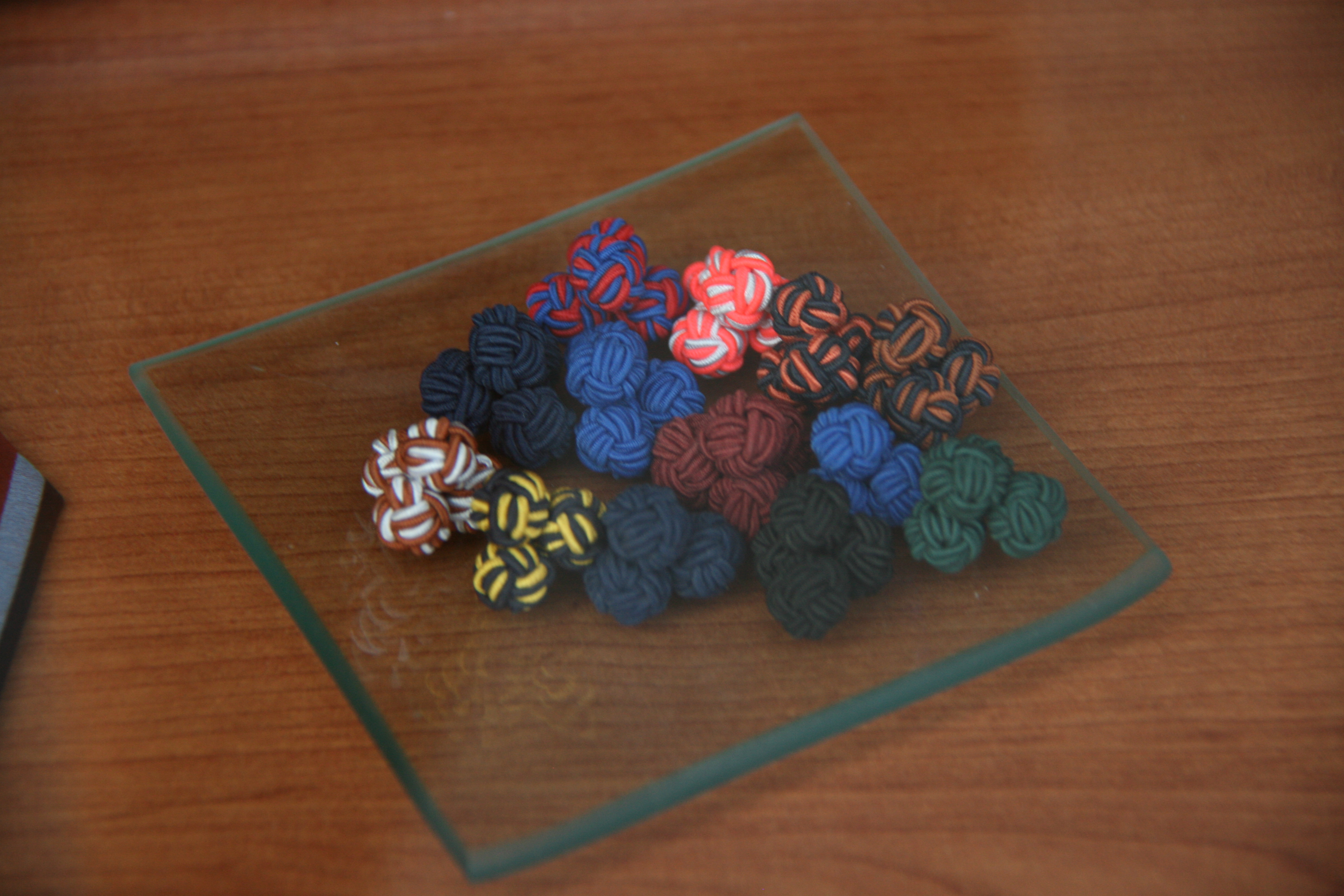
gemelos en forma de nudos.

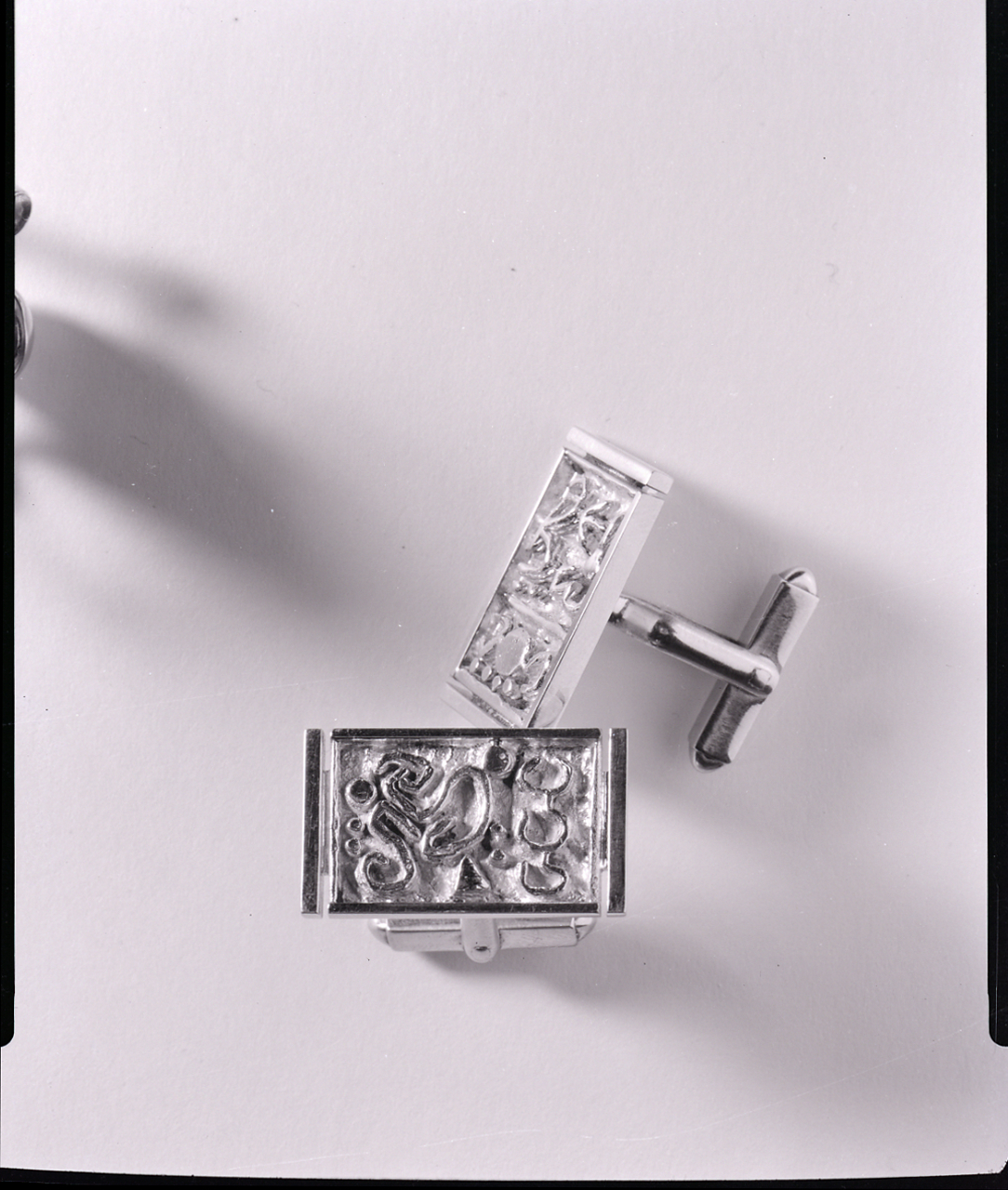
Gemelos en una fotografía de Paolo Monti

Los gemelos, mancuernas, mancuernillas, yuntas (en Puerto Rico y Venezuela), yugos (en Cuba),[cita requerida] colleras (en Chile) o mancornas son pasadores articulados ideados para unir los cuatro puños en que finaliza cada manga de una camisa de puño doble o una camisa de puño mixto.

## Composición
Los gemelos están compuestos de dos partes unidas por un pequeño perno que permite girar una de las partes para cerrar los puños tras introducirse por los ojales. Esta cualidad de movimiento hace que no todos los metales sean adecuados para fabricar gemelos. 
La parte visible suele ser de mayor tamaño que la pieza oculta. El pasador puede ser de diversos estilos: puede ser una pieza pequeña que cabe por el ojal como un botón o dos piezas que se separan y se unen a través del ojal. 
La pieza plana puede adoptar formas diversas y ser de diversos materiales, incluso de oro o piedras preciosas que pueden convertir los gemelos en auténticas joyas. Generalmente, incluye un monograma u otro tipo de decoración.
Los gemelos no son de uso común. Las camisas que los utilizan son consideradas prendas de vestir elegantes, de uso obligatorio para algunas prendas de ceremonia como el frac o el esmoquin; pero también pueden lucirse con traje normal para personas que optan por una indumentaria más elegante o especialmente altar y que, por tanto, necesitan camisas de puño doble, habitualmente más largas de manga.

## Nudo de seda
Un cierre alternativo al gemelo es el nudo de seda, que es más utilizado en Europa que en Norteamérica. A pesar de tener menor coste que los gemelos se considera igualmente correcto y formal en el vestir. Las camisas de gemelos se acompañan a menudo con un grupo de nudos de seda de colores coordinados. Actualmente, raramente están hechos de seda sino más bien de elástico.